# 6987 Onioshidashi
6987 Onioshidashi eller 1994 WZ är en asteroid i huvudbältet som upptäcktes den 25 november 1994 av den japanska astronomen Takao Kobayashi vid Ōizumi-observatoriet. Den är uppkallad efter en platå vid Asama-vulkanen i Japan.
Asteroiden har en diameter på ungefär 6 kilometer och den tillhör asteroidgruppen Agnia.